# Ernst Peter Pick

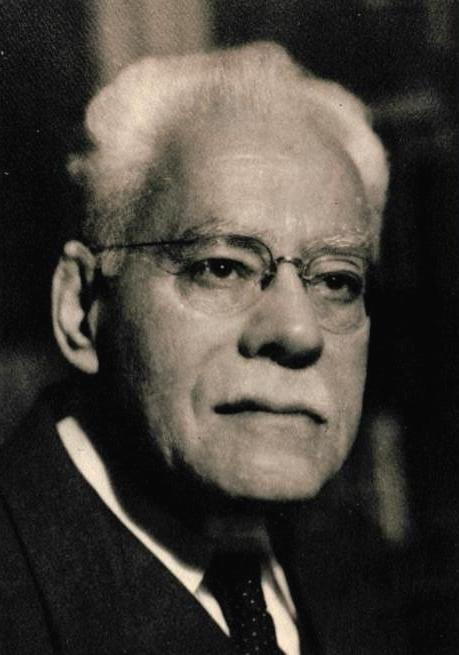
Ernst Peter Pick

Ernst Peter Pick (* 18. Mai 1872 in Jaroměř in Österreich-Ungarn; † 15. Januar 1960 in New York City) war ein österreichischer Arzt, Immunologe und Pharmakologe. Sein Vorname wird auch Ernest geschrieben, der zweite Vorname Peter oft abgekürzt (Ernest P. Pick).

## Leben

### Bis zur Lehrkanzel in Wien
Pick war eines von fünf Kindern des Kaufmanns David Pick und dessen Frau Eleonore geb. Schick. Nach dem Schulbesuch in Jaroměř und Prag studierte er an der Karl-Ferdinands-Universität in Prag Medizin und wurde dort 1896 zum Dr. med. promoviert. Er arbeitete dann drei Jahre bei Franz Hofmeister am Physiologisch-chemischen Institut der Kaiser-Wilhelms-Universität Straßburg und elf Jahre bei Rudolf Paltauf (1858–1924) am Serotherapeutischen Institut der Universität Wien. Dort habilitierte er sich 1904 für angewandte medizinische Chemie. 1911 wechselte er an das Pharmakologische Institut zu Hans Horst Meyer. 1919 wurde seine Venia legendi auf das Gebiet der Pharmakologie, Toxikologie und Rezeptierkunde ausgedehnt. 1927 heiratete er Margarethe Janssen. Das Paar zog in das Haus in der Weimarer Straße in Döbling, das auch der verwitwete Meyer bewohnte. Rufe auf Lehrstühle nach Belgrad, Frankfurt am Main und Utrecht lehnte Pick ab. Nach Meyers Emeritierung 1934 wurde er dessen Nachfolger. Da drohten die Nationalsozialisten bereits aus Deutschland nach Österreich überzugreifen.

### Vertreibung
„Judah verrecke – hinaus mit den Juden und den Roten“ schrieen Gruppen von Studenten 1929 und 1930 bei Vorlesungen des jüdischen Anatomieprofessors Julius Tandler. Als Pick 1932 zum Dekan gewählt wurde, schrieb die Deutsche Studentenschaft:
„Offener Brief der Leitung der Deutschen Studentenschaft an Herrn Prof. Dr. Pick! Die Deutsche Studentenschaft nimmt mit Entrüstung davon Kenntnis, daß Sie wider Erwarten Ihre Wahl zum Dekan der medizinischen Fakultät angenommen haben. Nach wie vor steht die D. St. auf ihrem 1923 kundgetanen Standpunkt, daß Professoren jüdischer Volkszugehörigkeit akademische Würdenstellen nicht bekleiden dürfen. Wollen Sie bedenken, daß Sie sich an einer deutschen Hochschule befinden und daß die deutschen Studenten als ihre Führer nur deutsche Lehrer anerkennen! Schon im Interesse eines ordnungsgemäßen Lehrbetriebes hoffen wir auf Ihre Einsicht.“

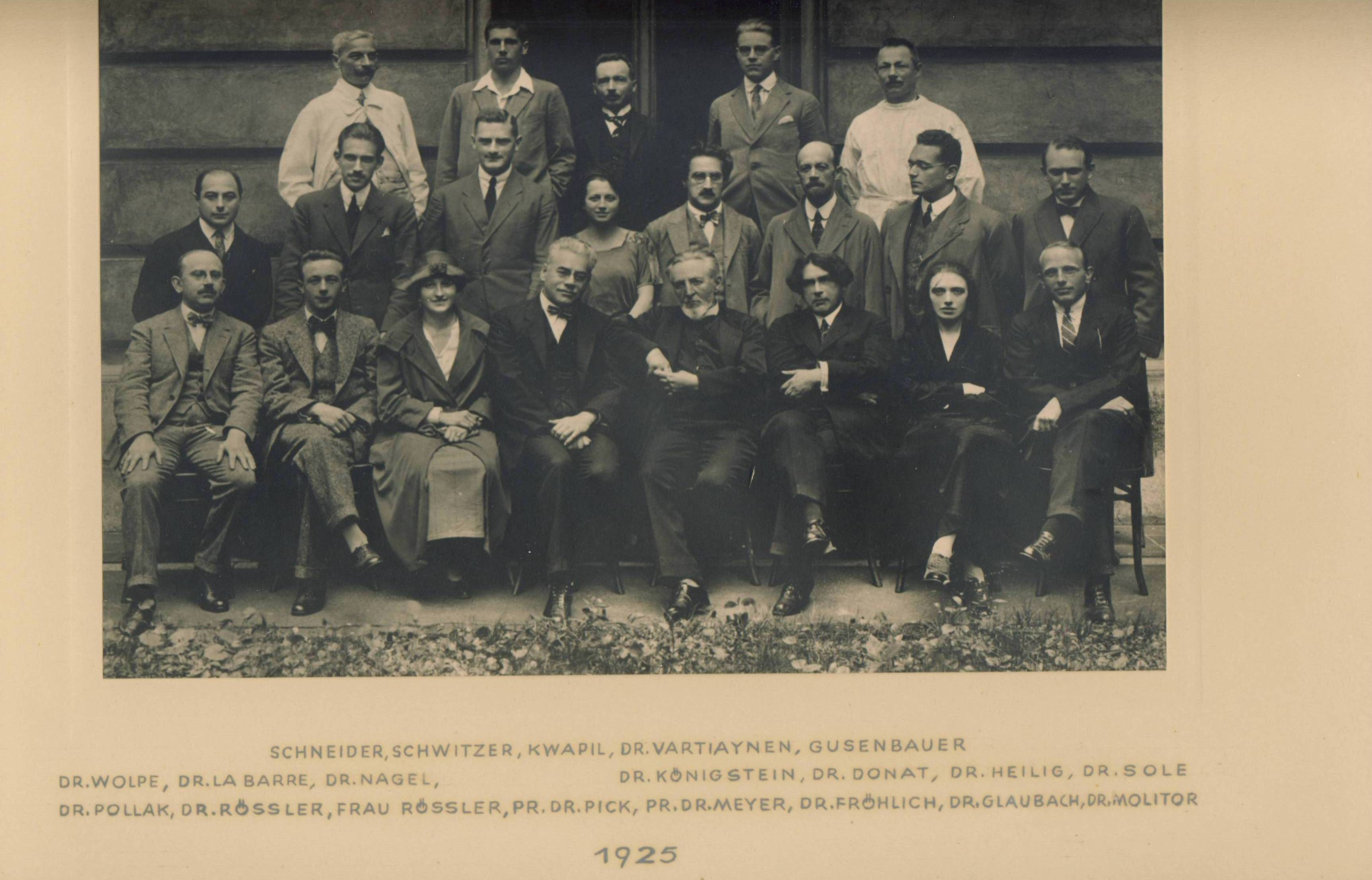
Mitarbeiter des Pharmakologischen Instituts Wien 1925

Von den zur Zeit von Picks Eintritt 1911 oder später im Institut tätigen Wissenschaftlern emigrierten, weil sie Nicht-Arier waren, die folgenden (in der Reihenfolge des Eintritts ins Institut):
- Alfred Fröhlich (1871–1953), 1906 ins Institut eingetreten, 1910 Habilitation, 1939 Emigration in die USA;
- Hans Mautner (1886–1963), 1911 ins Institut eingetreten, 1938 Emigration in die USA;
- Leo Pollak (1878–1946), in den 1920er oder 1930er Jahren ins Institut eingetreten, 1939 Emigration nach England;
- Hans Molitor (1895–1970), 1922 ins Institut eingetreten, 1927 Habilitation, 1932 Emigration in die USA, 1938 Aberkennung der Habilitation;
- Susi Glaubach (1893–1964), 1925 ins Institut eingetreten, 1938 Emigration in die USA;
- Hans Sigmund Heller (1905–1974), 1931 ins Institut eingetreten, 1934 Emigration nach England;
- Klaus Robert Walter Unna (1908–1987), 1933 bereits aus dem Deutschen Reich nach Österreich emigriert und ins Institut eingetreten, 1937 Emigration in die USA;
- David Lehr (1910–2010), 1934 ins Institut eingetreten, 1938 Emigration nach Schweden und 1939 weiter in die USA. Lehr hat ein Buch über die Geschehnisse in Wien in den 1930er Jahren geschrieben (s. Literatur).[4]

Pick selbst wurde 1938 entlassen und in den „dauernden Ruhestand“ versetzt. Aus der Akademie der Wissenschaften in Wien trat er zum Jahresende 1938 aus, nachdem die Akademie unter Druck gesetzt worden war, sich von ihren „nichtarischen“ Mitgliedern zu trennen. Er musste seine Wohnung aufgeben und wie Meyer in eine Baracke ziehen. „1938 war er, allein seiner jüdischen Herkunft wegen, tiefer seelischer Qual und körperlichen Demütigungen ausgesetzt. Zu den Demütigungen gehörten eine Hausdurchsuchung durch die Geheime Staatspolizei, vorübergehende Festnahme und gewaltsame Zurückhaltung in Österreich. Nur dank energischer Intervention von Frau Pick in Berlin und Wien und der Hilfe österreichischer Freunde erhielt er schließlich eine Ausreisegenehmigung, mit der er zu seinem Bruder in Paris fahren konnte. Frau Pick, die bei dem kranken Hans Horst Meyer blieb, wurde sofort wegen Professor Picks ‚ungenehmigter Ausreise‘ von der Gestapo verhört.“
Richard Rössler, der 1924 ins Institut eingetreten war, sich 1931 habilitiert und den Pick selbst vorgeschlagen hatte, wurde zum Nachfolger ernannt.
Pick emigrierte über Paris in die USA und erhielt dort 1945 die US-amerikanische Staatsbürgerschaft. Mit Hilfe früherer Studenten erhielt er ein Labor im Mount Sinai Hospital in New York, eine Professur für klinische Pharmakologie an der Columbia University und ein Labor am von Hans Molitor eingerichteten Merck Institute for Therapeutic Research in Rahway, New Jersey. „Die Picks gehörten zu den wenigen Emigranten, die ihr Leben in den USA in einem Heim wieder aufbauen konnten, das wie transplantiert von der Weimarer Straße in Wien in die 98. Straße in New York aussah. ... Das Merck-Institut wurde Picks wissenschaftliche Heimat in den USA. Fast zwanzig Jahre lang fuhr er zweimal wöchentlich von New York dorthin, ob Regen oder Sonne, um an einem ihn interessierenden Projekt zu arbeiten. Er brauchte, um glücklich zu sein, die Atmosphäre eines Labors, ‚seines‘ Labors.“

## Forschung
Picks Thema vor dem Eintritt in die Pharmakologie war die Proteinchemie, insbesondere die Chemie der Antigen-Antikörper-Reaktion. Mit dem Internisten Friedrich Obermayer (1861–1925) fand er heraus, dass chemische Modifizierung eines Antigens, zum Beispiel durch Iodierung oder Einführung einer Nitrogruppe, die Antikörperbildung veränderte. Antikörper, die Kaninchen gegen iodiertes Serumeiweiß von Rindern bildeten, waren anders als Antikörper gegen das natürliche Serumeiweiß nicht artspezifisch, reagierten also nicht nur mit iodiertem Rinder-Serumeiweiß, sondern auch mit iodierten Serumeiweißen anderer Tierarten. Sie reagierten hingegen nicht mehr mit dem natürlichen Rinder-Serumeiweiß. Kaninchen bildeten sogar Antikörper gegen ihr eigenes Serumeiweiß, wenn es nitriert war. Es war die Chemie der Antigene, die die Spezifität der Antikörper bestimmte. 1912 schloss Pick dies Gebiet mit einer monumentalen Übersicht ab.
„Antigene wie Antikörper sind Substanzen von bedeutender Molekülgröße. Mit dieser Feststellung stimmt überein, daß das einzige sichere Charakteristikum in physikalischer Hinsicht, welches wir bisher allen Antigenen zuschreiben können, die kolloidale Beschaffenheit der Antigenlösungen ist, die im Gegensatz zu den kristalloiden gekennzeichnet ist durch das geringe Diffusionsvermögen und den niedrigen osmotischen Druck. Das zweite, mit dem ersten in innigem Konnex stehende, vorwiegend chemische Charakteristikum, das nach den bisherige Erfahrungen ebenfalls allen echten Antigenen zugesprochen werden muß, ist ihre Eiweißnatur. ... Kein Antigen ohne Eiweiß.“
Der Satz in Sperrdruck, einige Zeit ein Dogma, gilt nicht ausnahmslos. Etwa ein Jahrzehnt später stellte sich heraus, dass auch Kohlenhydrate antigen sein können. Jedenfalls war die Immunologie in den ersten 20 Jahren des 20. Jahrhunderts durch „die neue Strukturchemie von Landsteiner und Pick“ geprägt – Karl Landsteiner war der Entdecker des AB0-Blutgruppensystems.

Nach dem Wechsel zur Pharmakologie begann Pick Arbeiten über Hypophysenextrakte. Deren blutdrucksteigernde Wirkung war 1895 von George Oliver und Edward Albert Schäfer entdeckt worden, die bald diuretische, bald antidiuretische Wirkung, die Wirkungen auf den Uterus und die Milchdrüsen und die Lokalisation in der Neurohypophyse waren bis 1911 hinzugekommen. Aber erst 1928 wurde die Existenz von zwei Hormonen, dem antidiuretischen Hormon oder Vasopressin und dem Oxytocin, gesichert. Zu Picks Beiträgen gehörte, 1924 und gemeinsam mit Hans Molitor, die Sicherung der antidiuretischen Wirkung:

„Seit der Entdeckung pharmakologisch wirksamer Stoffe im Hinterlappen der Hypophyse ... erregte die Wirkung dieser Präparate auf die Nierensekretion die Aufmerksamkeit zahlreicher Forscher. Trotzdem aber nahezu 30 Jahre seither verflossen sind, ist die Beeinflussung der Nierentätigkeit durch <den Hypophysenextrakt> Pituitrin völlig ungeklärt geblieben. Es ist merkwürdig, daß bis zum heutigen Tage in der Literatur nicht einmal darüber eine Ubereinstimmung herrscht, ob dieser Stoff die Diurese fördert oder hemmt.“

 Pick und Molitor benutzten Hunde mit Blasenfisteln, eine von ihnen ersonnene Versuchsanordnung, beobachteten die Tiere im Gegensatz zu früheren Forschern über längere Zeit und schlossen:

„Während die bisher mitgeteilten Versuche zur Prüfung der Pituitrinwirkung an Tieren akut, mit kurzer Beobachtungszeit und unter unphysiologischen Bedingungen angestellt wurden, sind unsere im vorstehenden mitgeteilten Untersuchungen zum ersten Male unter möglichster Einhaltung physiologischer Bedingungen mit langer Beobachtungsdauer ausgeführt. Sie ergeben im Gegensatz zu den älteren Anschauungen einwandfrei eine hemmende Wirkung des Pituitrins auf die Harnausscheidung. ... Neben der bekannten Uteruswirkung muß diese Beeinflussung des Wasserwechsels als die hervorstechendste Eigenschaft der Hypophysenpräparate angesehen werden, die in ihrer Bedeutung bei weitem noch die Blutdruckwirkung übertrifft. ... Mit Rücksicht auf <die> Dauer der Wirksamkeit der Hypophysenpräparate erscheint die Meinung nicht ungerechtfertigt, daß der Hypophyse unter normalen Verhältnissen für die Regelung des gesamten Wasserhaushaltes ein maßgebender Einfluß zukommt.“

 Dieser Schluss ist gültig geblieben, während sich Molitor und Picks Ansicht, Pituitrin wirke nicht auf die Nieren, sondern außerhalb derselben, als irrig erwiesen hat. Die Versuchsanordnung wurde der erste verlässliche Test auf antidiuretische Wirkung, auch für therapeutische Hypophysenpräparate.
Pick untersuchte auch andere Aspekte des Wasserhaushalts. Die Leber spielte darin eine Rolle – eine Tatsache, die man mit Osmorezeptoren in der Leber erklärt hat. 1946 fasste Pick den Kenntnisstand in einem Vortrag an der Yale University zusammen. Ein weiterer Forschungsschwerpunkt war die Pharmakologie des Herzens. Wie viele andere prüfte Pick die Rolle von Alkalimetall- und Erdalkalimetall-Ionen bei der Herztätigkeit. Als einer der ersten untersuchte er isolierte Teile des Erregungsleitungssystems des Herzens, nämlich die Purkinje-Fäden, und fand, dass Adrenalin, Calcium, Barium, Aconitin und Veratrin ihr spontanes Schlagen förderten. Die Arbeit regte elektrophysiologische Nachuntersuchungen an.

## Sonstige berufliche Tätigkeiten
Mit Hans Horst Meyer war Pick an der österreichischen Arzneimittel-Gesetzgebung beteiligt, so an der sogenannten „Spezialitätenordnung“ von 1925, nach der jedes neue Arzneispezialität in der Wiener Chemisch-pharmazeutischen Untersuchungsanstalt geprüft werden musste. Von 1932 bis 1933 war er Dekan, von 1933 bis 1937 Vizedekan der Wiener Medizinischen Fakultät. In der 8. Auflage, 1933, und der 9. Auflage, 1936, des „Meyer-Gottlieb“, des damals maßgeblichen Lehrbuchs der Pharmakologie, trat Pick an die Stelle des verstorbenen Rudolf Gottlieb als Koautor Hans Horst Meyers. Bei einem Teil der 9. Auflage wurde Picks Name – wieder aus rassistischen Gründen – aus der Titelei gelöscht.

## Anerkennung
1924 erhielt Pick „in Anerkennung der Entdeckung der Bedeutung der Leber für den Wasserhaushalt und die Harnbildung“ zugleich mit Otto Loewi den Ignaz-Lieben-Preis, den bedeutendsten Preis zur Förderung der Naturwissenschaften in Österreich. 1925 wurde er Mitglied der Deutschen Akademie der Naturforscher Leopoldina, die ihn aber 1938 exmatrikulierte. 1931 wurde er zum korrespondierenden Mitglied der Österreichischen Akademie der Wissenschaften gewählt, musste 1938 „freiwillig“ ausscheiden und wurde 1952 wieder aufgenommen. 1932 wurde er korrespondierendes Mitglied der New York Academy of Medicine. 1952 wurde er Ehrendoktor der Universität Wien. 1957 erhielt er das Silberne Ehrenzeichen für Verdienste um die Republik Österreich. „Er wolle bei dieser Gelegenheit nicht verschweigen, wie tief ihn der Zwang, sein Haus und Land zu verlassen, verletzt hätten. An dieser schwärenden Wunde habe er zweiundzwanzig Jahre gelitten. Er sei in seiner neuen Situation nie heimisch geworden, habe sich immer im Exil gefühlt.“ Die Deutsche Pharmakologische Gesellschaft machte Pick 1950 zum Ehrenmitglied und verlieh ihm 1957 die Schmiedeberg-Plakette, ihre höchste wissenschaftliche Auszeichnung.